# Klasse (Griechische Vasenmalerei)
Unter dem Begriff Klasse werden bei der Erforschung der griechischen Vasenmalerei Vasen zusammengefasst, die auf Grund ihrer Form zusammengehören, im Gegensatz zu einer Gruppe, die durch stilistische Zusammengehörigkeit definiert ist.